# Fiorentino Vilasco
Fiorentino Vilasco (Milano, 12 dicembre 1904 – Monza, 31 marzo 1996) è stato un pittore italiano.
La sua attività principale si svolse nell'affrescare chiese in Brianza e dintorni negli anni dal ’46 al ’70 del'900.

## Famiglia[1]
Era il primogenito degli otto figli (due femmine e sei maschi) di Marcello Vilasco (Alessandria, 18.9.1882 - Monza, 15.9.1971) di professione ferroviere e di Giuseppina Visigalli (Lodi, 1883 - Monza, 1963) e fratello di Glauco Vilasco (Monza, 2.11.1925 - Mauthausen, 24.4.1945) operaio meccanico presso la Falck a Sesto San Giovanni. Era sposato con Rosa Occhiena (Torino, 19.3.1909 - Vimercate, 12.1.1999) da cui ebbe quattro figli, due maschi: Eugenio e Marcello e due femmine: Giovanna e Donata.

## Attività

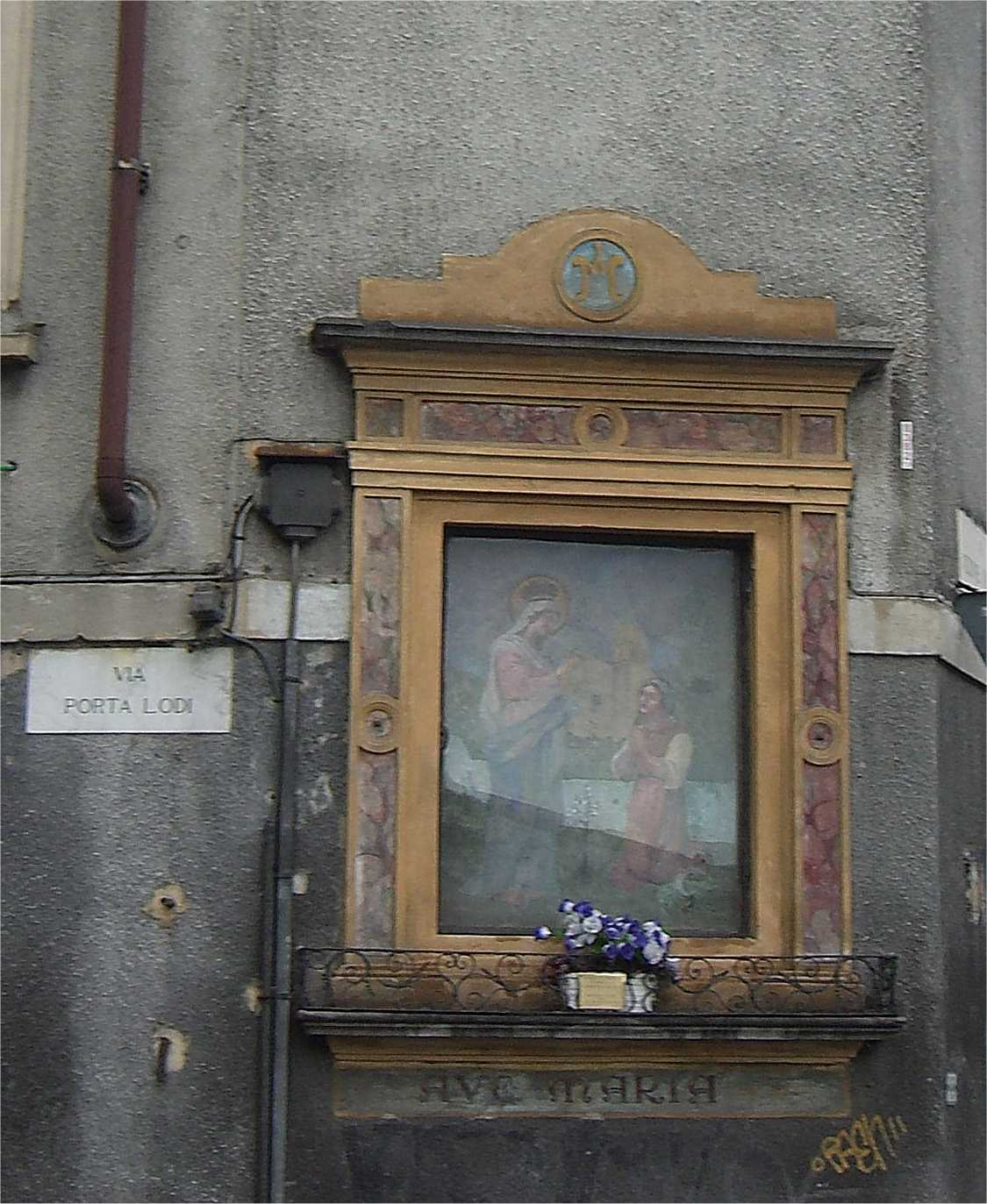
affresco dell'altarolo dedicato alla Madonna di Caravaggio in Porta Lodi angolo via Azzone Visconti Monza

Le prime opere note risalgono al 1946, quando il pittore aveva già 42 anni, e quindi la sua formazione artistica doveva già essere matura, come attesta l'affresco della volta della Chiesa della Fontana di Appiano Gentile, ma di cui non abbiamo notizia di come e dove si attuò a parte che frequentò l'I.S.A. Istituto Statale D'arte di Monza.

Le sue opere note sono:
- Camnago, Chiesa dei Santi Quirico e Giulitta nel 1946 dipinge le pareti della chiesa con i sette simboli che rappresentano i Sacramenti su disegno di Rivetta.
- Appiano Gentile (CO) - nel 1946 affresca la Volta della Chiesa della Fontana
- Bernate (Arcore) corte San Giuseppe, Madonna in trono 1950.
- tra il 1963 e il 1965 il pittore Fiorentino Vilasco fu a Garbagnate dove dipinse:[4]

- la controparete della facciata del Santuario della B.V.M. con una serie di figure tra le quali spicca la bellissima Madonna Assunta
- affrescò poi le pareti, le volte e l’abside della chiesetta di Santa Maria Nascente con al centro la Gloria della Madonna incoronata dalla SS. Trinità
- lasciò infine la sua impronta anche nella chiesa di S. Giuseppe a Bariana con la raffigurazione dei Santi.
- Garbagnate Milanese, Parrocchiale di Bariana, Battesimo di Cristo - pag.30

- Cassago Brianza, Cappella di sant'Agostino della chiesa parrocchiale
- Cassago Brianza, la Chiesa dei Santi Giacomo e Brigida
- Cascina Tamburina, la Madonna del Passin
- Concorezzo, affresco sopra la bussola della cappella dell'oratorio.
- Valbrona (CO), Nel 1966 restaurò, ridipingendoli in gran parte, i dipinti di Romeo Rivetta della volta della navata e dell'abside della chiesa.
- Longone al Segrino, Santa Maria in prato decorazioni interne 1969
- Cerro Maggiore, affreschi nella chiesa Parrocchiale e restauro della Madonnina di via Roma.
- Lecco, Chiesa del Sacro Cuore, affreschi eseguiti nel 1962 su incarico del parroco don Arosio.
- Monza, affresco  dell'altarolo dedicato alla Madonna di Caravaggio in Porta Lodi angolo via Azzone Visconti

## Ultimi anni e morte
Trascorse gli ultimi anni della sua lunga vita a Sant’Albino di Monza affetto da una malattia degenerativa.